# Saison 1986-1987 du Football Club de Grenoble rugby
Cette page présente la saison 1986-1987 du Football club de Grenoble rugby.
Grenoble, renforcé par le deuxième ligne de Chambéry Hervé Chaffardon qui jouera 9 ans dans le pack du club mais aussi par le troisième ligne Gilbert Brunat et le pilier Brent Jordaan remporte le challenge Du Manoir.

## Les matchs de la saison
Grenoble termine 6e de sa poule avec 9 victoires, 2 nuls et 7 défaites.

### À domicile
- Grenoble-Toulouse 27-25[1]
- Grenoble-Béziers 13-6
- Grenoble-Graulhet 32-16
- Grenoble-Montferrand 22-0
- Grenoble-Brive 22-12
- Grenoble-Aurillac 18-3
- Grenoble-Nice 28-12
- Grenoble-Narbonne 14-15
- Grenoble-Romans 42-7

### À l’extérieur
- Toulouse-Grenoble 13-7
- Béziers-Grenoble 6-6
- Graulhet-Grenoble 13-9
- Montferrand-Grenoble 15-9
- Brive-Grenoble 33-20
- Aurillac-Grenoble 13-12
- Nice-Grenoble 9-9
- Narbonne-Grenoble 16-12
- Romans-Grenoble 9-21

## Phase de qualification aux8ede finale
Les équipes sont listées dans leur ordre de classement à l'issue de la première phase qualificative. Les noms en gras indiquent les équipes qui se sont qualifiées pour les 8e de finale: dix équipes des groupes 1 et 2 représentant l'élite, et six équipes des groupes 3 et 4. Cette formule ne sera appliquée qu'une seule saison.
| - Stade toulousain - CA Brive - AS Montferrand - AS Béziers - SC Graulhet - FC Grenoble - RC Narbonne - Stade aurillacois - RRC Nice - US Romans           | - RC Toulon - SU Agen - Racing club de France - FC Lourdes - Valence sportif - Biarritz olympique - USA Perpignan - Section paloise - Aviron bayonnais - RC Nîmes              |
| - US Dax - Stade bagnérais - Stadoceste tarbais - SA Hagetmau - Stade montois - Tyrosse RCS - FC Oloron - CA Bègles-Bordeaux - Boucau stade - SC Angoulême | - CS Bourgoin-Jallieu - Club olympique Creusotin - RC Hyères - SC Tulle - Castres olympique - US Carcassonne - SO Voiron - SC Albi - Stade saint-gaudinois - La Voulte sportif |

## Huitièmes de finale
Les équipes dont le nom est en caractères gras sont qualifiées pour les quarts de finale. Pas de surprise, elles étaient toutes dans les groupes 1 et 2 de qualification.
| Équipe 1                 | Équipe 2              | Match aller | Match retour |
| ------------------------ | --------------------- | ----------- | ------------ |
| RC Hyères                | RC Toulon             | 9-37        | 12-21        |
| AS Béziers               | FC Lourdes            | 19-9        | 9-18         |
| Stadoceste tarbais       | SU Agen               | 21-21       | 6-15         |
| Stade bagnérais          | AS Montferrand        | 12-16       | 6-28         |
| CS Bourgoin-Jallieu      | Racing club de France | 12-9        | 3-22         |
| Club olympique Creusotin | CA Brive              | 15-15       | 15-26        |
| US Dax                   | Stade toulousain      | 18-9        | 6-29         |
| Valence sportif          | SC Graulhet           | 9-9         | 9-27         |

## Quarts de finale
Les équipes dont le nom est en caractères gras sont qualifiées pour les demi-finales.
| Équipe 1              | Équipe 2       | Résultat |
| --------------------- | -------------- | -------- |
| RC Toulon             | AS Béziers     | 15-9     |
| SU Agen               | AS Montferrand | 13-12    |
| Racing club de France | CA Brive       | 22-19    |
| Stade toulousain      | SC Graulhet    | 20-9     |

## Demi-finales
| Équipe 1              | Équipe 2         | Résultat |
| --------------------- | ---------------- | -------- |
| RC Toulon             | SU Agen          | 18-16    |
| Racing club de France | Stade toulousain | 10-9     |

## Finale
| Équipes | RC Toulon - Racing club de France |
| Score   | 15-12                             |
| Date    | 2 mai 1987                        |
| Stade   | Parc des Princes                  |
| Arbitre | Jean-Claude Doulcet               |

## Challenge Yves Du Manoir

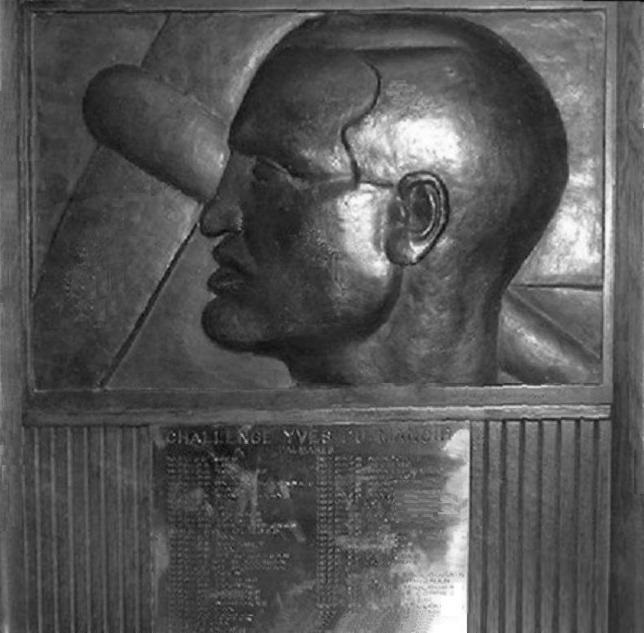
Grenoble, vainqueur du Challenge Yves du Manoir.

En Challenge Yves du Manoir, Grenoble remporte la compétition contre le SU Agen sur le score de 26 à 7.

### À domicile
- Grenoble-Tarbes 21-15
- Grenoble-Toulon 16-19
- Grenoble-Perpignan 50-4

### À l’extérieur
- Tarbes-Grenoble 22-9
- Toulon-Grenoble 18-16
- Perpignan-Grenoble 15-15

### Tableau final
|  | Huitièmes de finale        | Huitièmes de finale      | Huitièmes de finale      | Huitièmes de finale      |             |             | Quarts de finale       | Quarts de finale       | Quarts de finale       | Quarts de finale       |  |  | Demi-finales        | Demi-finales        | Demi-finales        | Demi-finales        |  |  | Finale                                                | Finale                                                | Finale                                                | Finale                                                |
|  |                            |                          |                          |                          |             |             |                        |                        |                        |                        |  |  |                     |                     |                     |                     |  |  |                                                       |                                                       |                                                       |                                                       |
|  | 8 février 1987, Bourgoin   | 8 février 1987, Bourgoin | 8 février 1987, Bourgoin | 8 février 1987, Bourgoin |             |             | 11 mars 1987, Bourgoin | 11 mars 1987, Bourgoin | 11 mars 1987, Bourgoin | 11 mars 1987, Bourgoin |  |  | 22 mars 1987, Brive | 22 mars 1987, Brive | 22 mars 1987, Brive | 22 mars 1987, Brive |  |  | 10 mai 1987, Parc des sports et de l'amitié, Narbonne | 10 mai 1987, Parc des sports et de l'amitié, Narbonne | 10 mai 1987, Parc des sports et de l'amitié, Narbonne | 10 mai 1987, Parc des sports et de l'amitié, Narbonne |
|  | FC Grenoble                | FC Grenoble              | 21                       | 21                       |             |             | 11 mars 1987, Bourgoin | 11 mars 1987, Bourgoin | 11 mars 1987, Bourgoin | 11 mars 1987, Bourgoin |  |  | 22 mars 1987, Brive | 22 mars 1987, Brive | 22 mars 1987, Brive | 22 mars 1987, Brive |  |  | 10 mai 1987, Parc des sports et de l'amitié, Narbonne | 10 mai 1987, Parc des sports et de l'amitié, Narbonne | 10 mai 1987, Parc des sports et de l'amitié, Narbonne | 10 mai 1987, Parc des sports et de l'amitié, Narbonne |
|  | FC Grenoble                | FC Grenoble              | 21                       | 21                       |             |             | 11 mars 1987, Bourgoin | 11 mars 1987, Bourgoin | 11 mars 1987, Bourgoin | 11 mars 1987, Bourgoin |  |  | 22 mars 1987, Brive | 22 mars 1987, Brive | 22 mars 1987, Brive | 22 mars 1987, Brive |  |  | 10 mai 1987, Parc des sports et de l'amitié, Narbonne | 10 mai 1987, Parc des sports et de l'amitié, Narbonne | 10 mai 1987, Parc des sports et de l'amitié, Narbonne | 10 mai 1987, Parc des sports et de l'amitié, Narbonne |
|  | Racing CF                  | Racing CF                | 15                       | 15                       |             |             | 11 mars 1987, Bourgoin | 11 mars 1987, Bourgoin | 11 mars 1987, Bourgoin | 11 mars 1987, Bourgoin |  |  | 22 mars 1987, Brive | 22 mars 1987, Brive | 22 mars 1987, Brive | 22 mars 1987, Brive |  |  | 10 mai 1987, Parc des sports et de l'amitié, Narbonne | 10 mai 1987, Parc des sports et de l'amitié, Narbonne | 10 mai 1987, Parc des sports et de l'amitié, Narbonne | 10 mai 1987, Parc des sports et de l'amitié, Narbonne |
|  | Racing CF                  | Racing CF                | 15                       | 15                       | FC Grenoble | FC Grenoble | 25                     | 25                     |                        |                        |  |  | 22 mars 1987, Brive | 22 mars 1987, Brive | 22 mars 1987, Brive | 22 mars 1987, Brive |  |  | 10 mai 1987, Parc des sports et de l'amitié, Narbonne | 10 mai 1987, Parc des sports et de l'amitié, Narbonne | 10 mai 1987, Parc des sports et de l'amitié, Narbonne | 10 mai 1987, Parc des sports et de l'amitié, Narbonne |
|  | 22 février 1987, La Voulte |                          |                          |                          | FC Grenoble | FC Grenoble | 25                     | 25                     |                        |                        |  |  | 22 mars 1987, Brive | 22 mars 1987, Brive | 22 mars 1987, Brive | 22 mars 1987, Brive |  |  | 10 mai 1987, Parc des sports et de l'amitié, Narbonne | 10 mai 1987, Parc des sports et de l'amitié, Narbonne | 10 mai 1987, Parc des sports et de l'amitié, Narbonne | 10 mai 1987, Parc des sports et de l'amitié, Narbonne |
|  |                            |                          | CO Creusot               | CO Creusot               | 6           | 6           |                        |                        |                        |                        |  |  | 22 mars 1987, Brive | 22 mars 1987, Brive | 22 mars 1987, Brive | 22 mars 1987, Brive |  |  | 10 mai 1987, Parc des sports et de l'amitié, Narbonne | 10 mai 1987, Parc des sports et de l'amitié, Narbonne | 10 mai 1987, Parc des sports et de l'amitié, Narbonne | 10 mai 1987, Parc des sports et de l'amitié, Narbonne |
|  | CO Creusot                 | CO Creusot               | CO Creusot               | CO Creusot               | 6           | 6           | 10                     | 10                     |                        |                        |  |  | 22 mars 1987, Brive | 22 mars 1987, Brive | 22 mars 1987, Brive | 22 mars 1987, Brive |  |  | 10 mai 1987, Parc des sports et de l'amitié, Narbonne | 10 mai 1987, Parc des sports et de l'amitié, Narbonne | 10 mai 1987, Parc des sports et de l'amitié, Narbonne | 10 mai 1987, Parc des sports et de l'amitié, Narbonne |
|  | CO Creusot                 | CO Creusot               | 8 mars 1987, Tarbes      |                          |             |             | 10                     | 10                     |                        |                        |  |  | 22 mars 1987, Brive | 22 mars 1987, Brive | 22 mars 1987, Brive | 22 mars 1987, Brive |  |  | 10 mai 1987, Parc des sports et de l'amitié, Narbonne | 10 mai 1987, Parc des sports et de l'amitié, Narbonne | 10 mai 1987, Parc des sports et de l'amitié, Narbonne | 10 mai 1987, Parc des sports et de l'amitié, Narbonne |
|  | USA Perpignan              | USA Perpignan            | 3                        | 3                        |             |             |                        |                        |                        |                        |  |  | 22 mars 1987, Brive | 22 mars 1987, Brive | 22 mars 1987, Brive | 22 mars 1987, Brive |  |  | 10 mai 1987, Parc des sports et de l'amitié, Narbonne | 10 mai 1987, Parc des sports et de l'amitié, Narbonne | 10 mai 1987, Parc des sports et de l'amitié, Narbonne | 10 mai 1987, Parc des sports et de l'amitié, Narbonne |
|  | USA Perpignan              | USA Perpignan            | 3                        | 3                        | FC Grenoble | FC Grenoble | 24                     | 24                     |                        |                        |  |  |                     |                     |                     |                     |  |  | 10 mai 1987, Parc des sports et de l'amitié, Narbonne | 10 mai 1987, Parc des sports et de l'amitié, Narbonne | 10 mai 1987, Parc des sports et de l'amitié, Narbonne | 10 mai 1987, Parc des sports et de l'amitié, Narbonne |
|  | 8 février 1987, Tarbes     |                          |                          |                          | FC Grenoble | FC Grenoble | 24                     | 24                     |                        |                        |  |  |                     |                     |                     |                     |  |  | 10 mai 1987, Parc des sports et de l'amitié, Narbonne | 10 mai 1987, Parc des sports et de l'amitié, Narbonne | 10 mai 1987, Parc des sports et de l'amitié, Narbonne | 10 mai 1987, Parc des sports et de l'amitié, Narbonne |
|  |                            |                          | FC Lourdes               | FC Lourdes               | 21          | 21          |                        |                        |                        |                        |  |  |                     |                     |                     |                     |  |  | 10 mai 1987, Parc des sports et de l'amitié, Narbonne | 10 mai 1987, Parc des sports et de l'amitié, Narbonne | 10 mai 1987, Parc des sports et de l'amitié, Narbonne | 10 mai 1987, Parc des sports et de l'amitié, Narbonne |
|  | FC Lourdes                 | FC Lourdes               | FC Lourdes               | FC Lourdes               | 21          | 21          | 12                     | 12                     |                        |                        |  |  |                     |                     |                     |                     |  |  | 10 mai 1987, Parc des sports et de l'amitié, Narbonne | 10 mai 1987, Parc des sports et de l'amitié, Narbonne | 10 mai 1987, Parc des sports et de l'amitié, Narbonne | 10 mai 1987, Parc des sports et de l'amitié, Narbonne |
|  | FC Lourdes                 | FC Lourdes               | 25 mars 1987, Béziers    |                          |             |             | 12                     | 12                     |                        |                        |  |  |                     |                     |                     |                     |  |  | 10 mai 1987, Parc des sports et de l'amitié, Narbonne | 10 mai 1987, Parc des sports et de l'amitié, Narbonne | 10 mai 1987, Parc des sports et de l'amitié, Narbonne | 10 mai 1987, Parc des sports et de l'amitié, Narbonne |
|  | Stade toulousain           | Stade toulousain         | 10                       | 10                       |             |             |                        |                        |                        |                        |  |  |                     |                     |                     |                     |  |  | 10 mai 1987, Parc des sports et de l'amitié, Narbonne | 10 mai 1987, Parc des sports et de l'amitié, Narbonne | 10 mai 1987, Parc des sports et de l'amitié, Narbonne | 10 mai 1987, Parc des sports et de l'amitié, Narbonne |
|  | Stade toulousain           | Stade toulousain         | 10                       | 10                       | FC Lourdes  | FC Lourdes  | 18                     | 18                     |                        |                        |  |  |                     |                     |                     |                     |  |  | 10 mai 1987, Parc des sports et de l'amitié, Narbonne | 10 mai 1987, Parc des sports et de l'amitié, Narbonne | 10 mai 1987, Parc des sports et de l'amitié, Narbonne | 10 mai 1987, Parc des sports et de l'amitié, Narbonne |
|  | 22 février 1987, Graulhet  |                          |                          |                          | FC Lourdes  | FC Lourdes  | 18                     | 18                     |                        |                        |  |  |                     |                     |                     |                     |  |  | 10 mai 1987, Parc des sports et de l'amitié, Narbonne | 10 mai 1987, Parc des sports et de l'amitié, Narbonne | 10 mai 1987, Parc des sports et de l'amitié, Narbonne | 10 mai 1987, Parc des sports et de l'amitié, Narbonne |
|  |                            |                          | Section paloise          | Section paloise          | 7           | 7           |                        |                        |                        |                        |  |  |                     |                     |                     |                     |  |  | 10 mai 1987, Parc des sports et de l'amitié, Narbonne | 10 mai 1987, Parc des sports et de l'amitié, Narbonne | 10 mai 1987, Parc des sports et de l'amitié, Narbonne | 10 mai 1987, Parc des sports et de l'amitié, Narbonne |
|  | Section paloise            | Section paloise          | Section paloise          | Section paloise          | 7           | 7           | 17                     | 17                     |                        |                        |  |  |                     |                     |                     |                     |  |  | 10 mai 1987, Parc des sports et de l'amitié, Narbonne | 10 mai 1987, Parc des sports et de l'amitié, Narbonne | 10 mai 1987, Parc des sports et de l'amitié, Narbonne | 10 mai 1987, Parc des sports et de l'amitié, Narbonne |
|  | Section paloise            | Section paloise          | 11 mars 1987, Bordeaux   |                          |             |             | 17                     | 17                     |                        |                        |  |  |                     |                     |                     |                     |  |  | 10 mai 1987, Parc des sports et de l'amitié, Narbonne | 10 mai 1987, Parc des sports et de l'amitié, Narbonne | 10 mai 1987, Parc des sports et de l'amitié, Narbonne | 10 mai 1987, Parc des sports et de l'amitié, Narbonne |
|  | RC Narbonne                | RC Narbonne              | 12                       | 12                       |             |             |                        |                        |                        |                        |  |  |                     |                     |                     |                     |  |  | 10 mai 1987, Parc des sports et de l'amitié, Narbonne | 10 mai 1987, Parc des sports et de l'amitié, Narbonne | 10 mai 1987, Parc des sports et de l'amitié, Narbonne | 10 mai 1987, Parc des sports et de l'amitié, Narbonne |
|  | RC Narbonne                | RC Narbonne              | 12                       | 12                       | FC Grenoble | FC Grenoble | 26                     | 26                     |                        |                        |  |  |                     |                     |                     |                     |  |  |                                                       |                                                       |                                                       |                                                       |
|  | 22 février 1987, Montauban |                          |                          |                          | FC Grenoble | FC Grenoble | 26                     | 26                     |                        |                        |  |  |                     |                     |                     |                     |  |  |                                                       |                                                       |                                                       |                                                       |
|  |                            |                          | SU Agen                  | SU Agen                  | 7           | 7           |                        |                        |                        |                        |  |  |                     |                     |                     |                     |  |  |                                                       |                                                       |                                                       |                                                       |
|  | SU Agen                    | SU Agen                  | SU Agen                  | SU Agen                  | 7           | 7           | 11                     | 11                     |                        |                        |  |  |                     |                     |                     |                     |  |  |                                                       |                                                       |                                                       |                                                       |
|  | SU Agen                    | SU Agen                  |                          |                          |             |             |                        | 11                     |                        |                        |  |  |                     |                     |                     |                     |  |  |                                                       |                                                       |                                                       |                                                       |
|  | AS Béziers                 | AS Béziers               | 3                        | 3                        |             |             |                        |                        |                        |                        |  |  |                     |                     |                     |                     |  |  |                                                       |                                                       |                                                       |                                                       |
|  | AS Béziers                 | AS Béziers               | 3                        | 3                        | SU Agen     | SU Agen     | 19                     | 19                     |                        |                        |  |  |                     |                     |                     |                     |  |  |                                                       |                                                       |                                                       |                                                       |
|  | 8 février 1987, Biarritz   |                          |                          |                          | SU Agen     | SU Agen     | 19                     | 19                     |                        |                        |  |  |                     |                     |                     |                     |  |  |                                                       |                                                       |                                                       |                                                       |
|  |                            |                          | US Dax                   | US Dax                   | 14          | 14          |                        |                        |                        |                        |  |  |                     |                     |                     |                     |  |  |                                                       |                                                       |                                                       |                                                       |
|  | US Dax                     | US Dax                   | US Dax                   | US Dax                   | 14          | 14          | 23                     | 23                     |                        |                        |  |  |                     |                     |                     |                     |  |  |                                                       |                                                       |                                                       |                                                       |
|  | US Dax                     | US Dax                   | 8 mars 1987, Béziers     |                          |             |             | 23                     | 23                     |                        |                        |  |  |                     |                     |                     |                     |  |  |                                                       |                                                       |                                                       |                                                       |
|  | Aviron bayonnais           | Aviron bayonnais         | 0                        | 0                        |             |             |                        |                        |                        |                        |  |  |                     |                     |                     |                     |  |  |                                                       |                                                       |                                                       |                                                       |
|  | Aviron bayonnais           | Aviron bayonnais         | 0                        | 0                        | SU Agen     | SU Agen     | 15                     | 15                     |                        |                        |  |  |                     |                     |                     |                     |  |  |                                                       |                                                       |                                                       |                                                       |
|  | 8 février 1987, Narbonne   |                          |                          |                          | SU Agen     | SU Agen     | 15                     | 15                     |                        |                        |  |  |                     |                     |                     |                     |  |  |                                                       |                                                       |                                                       |                                                       |
|  |                            |                          | RC Toulon                | RC Toulon                | 14          | 14          |                        |                        |                        |                        |  |  |                     |                     |                     |                     |  |  |                                                       |                                                       |                                                       |                                                       |
|  | RC Toulon                  | RC Toulon                | RC Toulon                | RC Toulon                | 14          | 14          | 28                     | 28                     |                        |                        |  |  |                     |                     |                     |                     |  |  |                                                       |                                                       |                                                       |                                                       |
|  | RC Toulon                  | RC Toulon                |                          |                          |             |             |                        | 28                     |                        |                        |  |  |                     |                     |                     |                     |  |  |                                                       |                                                       |                                                       |                                                       |
|  | SC Graulhet                | SC Graulhet              | 22                       | 22                       |             |             |                        |                        |                        |                        |  |  |                     |                     |                     |                     |  |  |                                                       |                                                       |                                                       |                                                       |
|  | SC Graulhet                | SC Graulhet              | 22                       | 22                       | RC Toulon   | RC Toulon   | 19                     | 19                     |                        |                        |  |  |                     |                     |                     |                     |  |  |                                                       |                                                       |                                                       |                                                       |
|  | 22 février 1987, Agen      |                          |                          |                          | RC Toulon   | RC Toulon   | 19                     | 19                     |                        |                        |  |  |                     |                     |                     |                     |  |  |                                                       |                                                       |                                                       |                                                       |
|  |                            |                          | Stadoceste tarbais       | Stadoceste tarbais       | 6           | 6           |                        |                        |                        |                        |  |  |                     |                     |                     |                     |  |  |                                                       |                                                       |                                                       |                                                       |
|  | Stadoceste tarbais         | Stadoceste tarbais       | Stadoceste tarbais       | Stadoceste tarbais       | 6           | 6           | 19                     | 19                     |                        |                        |  |  |                     |                     |                     |                     |  |  |                                                       |                                                       |                                                       |                                                       |
|  | Stadoceste tarbais         | Stadoceste tarbais       |                          |                          |             |             |                        | 19                     |                        |                        |  |  |                     |                     |                     |                     |  |  |                                                       |                                                       |                                                       |                                                       |
|  | AS Montferrand             | AS Montferrand           | 13                       | 13                       |             |             |                        |                        |                        |                        |  |  |                     |                     |                     |                     |  |  |                                                       |                                                       |                                                       |                                                       |
|  | AS Montferrand             | AS Montferrand           | 13                       | 13                       |             |             |                        |                        |                        |                        |  |  |                     |                     |                     |                     |  |  |                                                       |                                                       |                                                       |                                                       |
|  |                            |                          |                          |                          |             |             |                        |                        |                        |                        |  |  |                     |                     |                     |                     |  |  |                                                       |                                                       |                                                       |                                                       |

### Finale
| 10 mai 1987 | FC Grenoble | 26 – 7 (4 - 3) | SU Agen                                                                     | Parc des sports et de l'amitié, Narbonne 3 200 spectateurs Arbitre : M. Bertrand |
| 10 mai 1987 | Essai(s) : 4 essais de Meunier (22e), Mesny (61e, 71e) et Zago (78e) Transformation(s) : 2 transformations de Mathias (71e, 78e) Pénalité(s) : 1 pénalité de Mathias (55e) Drop(s) : 1 drop de Mathias (58e) |                | Essai(s) : 1 essai d'Erbani (66e) Pénalité(s) : 1 pénalité de Montlaur (3e) | Parc des sports et de l'amitié, Narbonne 3 200 spectateurs Arbitre : M. Bertrand |
| 10 mai 1987 | |                |                                                                             | Parc des sports et de l'amitié, Narbonne 3 200 spectateurs Arbitre : M. Bertrand |

| FC Grenoble Titulaires Claret 15 Zago 14 Mesny 13 Gély 12 Meunier 11 Mathias 10 Mazille 9 Monteil 8 Géraci 7 Brunat 6 Chaffardon 5 W. Pepelnjak 4 Romand 3 Ferruit 2 Vacchino 1 Remplaçants Picard X Entraîneur J. Liénard J. de la Vaissière (ad.) |  |  |  | SU Agen Titulaires 15 Montlaur 14 Lacombe 13 Ph. Mothe 12 Mayout 11 Gleyze 10 Delage 9 P. Berbizier 8 Erbani 7 Capot 6 Gratton 5 Pujade 4 Mazzer 3 Seigne 2 Dubroca 1 Tolot Remplaçants Schattel Boué Entraîneur M. Couturas X |

## Entraîneur
L'équipe professionnelle est encadrée par
| Nom                  | Poste               | Nationalité |
| -------------------- | ------------------- | ----------- |
| Jean Liénard         | Directeur technique | France      |
| Jean de la Vaissière | Entraîneur          | France      |

| Nom                   | Poste                  | Naissance         | Nationalité      |
| --------------------- | ---------------------- | ----------------- | ---------------- |
| Jean-Claude Alexandre | Pilier                 | 19 juin 1958      | France           |
| Brent Jordaan         | Pilier                 | 26 mai 1957       | Afrique du Sud   |
| Jean-Marc Romand      | Pilier                 | 27 mars 1957      | France           |
| Bernard Vacchino      | Pilier                 | 7 mars 1957       | France           |
| Éric Ferruit          | Talonneur              | 10 juillet 1962   | France           |
| Martin Brooke         | Deuxième ligne         | 8 mars 1963       | Nouvelle-Zélande |
| Hervé Chaffardon      | Deuxième ligne         | 27 août 1965      | France           |
| Willy Pepelnjak       | Deuxième ligne         | 21 mai 1961       | France           |
| Frédéric Boutin       | Troisième ligne aile   | 22 juillet 1962   | France           |
| Gilbert Brunat        | Troisième ligne aile   | 28 janvier 1958   | France           |
| Christophe Monteil    | Troisième ligne aile   | 31 décembre 1961  | France           |
| Robert Pettoello      | Troisième ligne aile   | 15 août 1960      | France           |
| Stéphane Geraci       | Troisième ligne centre | 3 août 1966       | France           |
| Jean-Jacques Grand    | Troisième ligne centre | 13 juillet 1962   | France           |
| Dominique Mazille     | Demi de mêlée          | 10 décembre 1961  | France           |
| Pierre Mathias        | Demi d'ouverture       | 9 avril 1957      | France           |
| Alain Gély            | Centre                 | 25 janvier 1963   | France           |
| Patrick Mesny         | Centre                 | 18 août 1954      | France           |
| Frédéric Vélo         | Centre                 | 4 janvier 1966    | France           |
| Jean Kerjean          | Ailier                 | 26 septembre 1961 | France           |
| Joris Menzildjian     | Ailier                 | 2 janvier 1967    | France           |
| Philippe Meunier      | Ailier                 | 19 juin 1963      | France           |
| Thierry Picard        | Ailier                 | 16 juillet 1965   | France           |
| Richard Zago          | Ailier                 | 25 janvier 1965   | France           |
| Gilles Claret         | Arrière                | 29 mars 1961      | France           |

### Équipe-Type
1. Bernard Vacchino  2. Éric Ferruit 3. Jean-Marc Romand 

4. Willy Pepelnjak  5. Martin Brooke 

6. Gilbert Brunat 8. Hervé Chaffardon 7. Christophe Monteil 

9. Dominique Mazille 10. Pierre Mathias 

11. Philippe Meunier 12. Patrick Mesny 13. Alain Gély 14. Richard Zago 

15. Gilles Claret 